# 土井利置
土井 利置（どい としやす）は、江戸時代中期の三河国刈谷藩の世嗣。官位は左京亮。寛政の三奇人の一人である林子平の甥にあたる。

## 経歴
寛延3年7月6日（1750年8月7日）、陸奥国仙台藩6代藩主・伊達宗村の六男として誕生。幼名は藤六郎。諱は村全（むらたけ）。生母の円智院（喜与の方）は林子平の姉にあたる。
三河刈谷藩主・土井利信の実子である栄丸と嘉伝次が早世したため、明和元年（1764年）に利信の養嗣子として迎えられた。左京亮に叙任される。しかし明和3年1月19日（1766年2月27日）に死去した。享年17。
このため、利信の新たな養子として、利置の異母兄にあたる伊達村賢（土井利徳）が迎えられて藩主を継ぐこととなる。